# Елян (одежда)

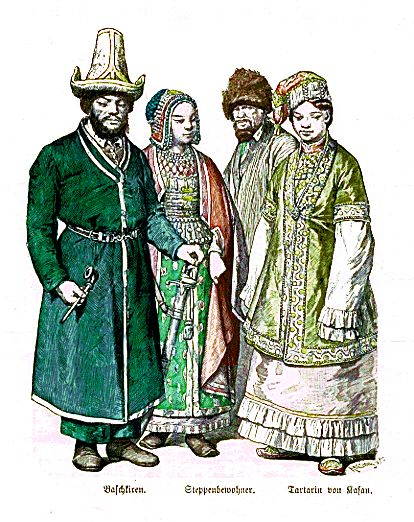
Башкиры и татары в костюмах Елян. История костюма. Braun & Schneider - c.1861-1880

Елян (баш. елән) —  башкирская национальная верхняя длиннополая одежда с длинными рукавами. Распространен также в одежде татар, марийцев и чувашей.

## Описание
Башкирский традиционный  костюм елян представляет собой верхнюю длиннополую одежду с подкладом в качестве утеплителя и  длинными рукавами. Распространён мужской прямоспинный и женский приталенный, расклешённый еляны. Эта одежда привлекала внимание посетивших башкирский край ученых и путешественников, описывающих впоследствии украшения верхней одежды узорной вышивкой, кораллами, бисером, монетами и др. В книгах, посвященных декоративному творчеству башкирского народа, истории России представлены иллюстрации с изображением башкир в елянах. Так в книге «Великокняжеская, царская и императорская охота на Руси» Н. И. Кутепова представлена сцена охоты ловчими птицами с картины Ф. Рубо с башкирскими всадниками в елянах. 

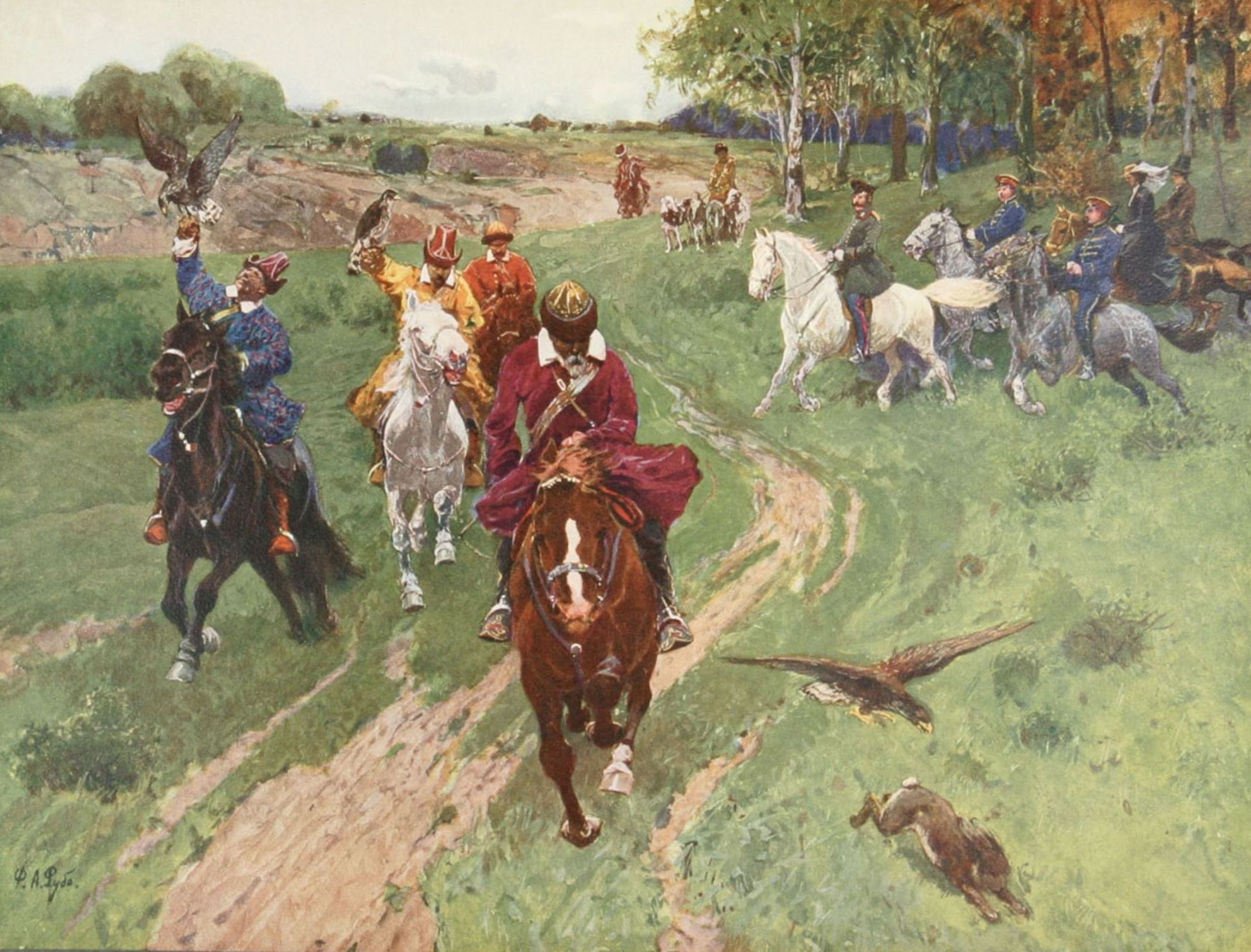
Ф. Рубо «Охота башкир с соколами в присутствии императора Александра II». 1880-е г.

Мужские еляны шились из хлопчатобумажных тканей темных красочных расцветок, иногда из бархата, шёлка, белого атласа; одежда отделывалась нашивками на подоле, полах и рукавах красным сукном сукна, украшались аппликацией, вышивкой, красочной тесьмой — позументом. Мужские еляны носились нараспашку, иногда подвязывались поясом (кэмэр), одевались поверх бешмета, казакина. 
Женские еляны шились из красочного одноцветного бархата, чёрного сатина, шёлка или сукна. Отделка подола, полы и рукавов проводилась нашивками из красного, зелёного или синего разноцветного сукна, нашивки чередовались с позументом. Еляны украшались солярными узорами, бисером, шумящими украшениями, полудрагоценными камнями. Проживавшие на юго-востоке края башкиры, украшали еляны аппликациями, вышивкой, кораллами, монетами, треугольными цветными нашивками (яурынса), на юго-западе края еляны украшались монетами и позументом в верхней части спинки и талии. Женские еляны также носились нараспашку, застёгивались пряжками из нескольких блях с крючком и петлёй — каптырмой. Женские еляны одевались поверх бешмета, казакина, камзола или платья.

## Отделка

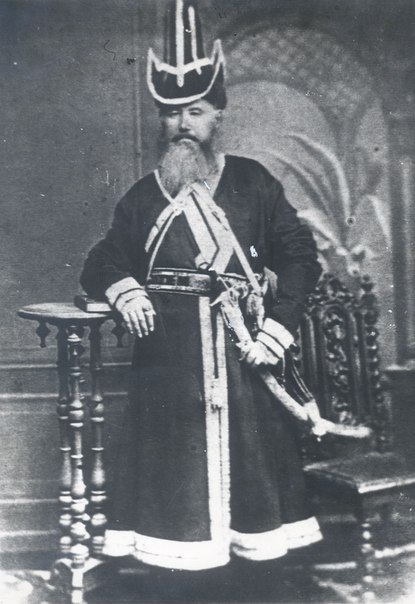
Зауряд-сотник Фахретдин Ишмухаметович Уметбаев (1831—?) в еляне

По способу отделки еляны различались на:
- Уҡалы йелән  — отделка позументом;
- Танкалә йелән — отделка серебряными монетами;
- Комбәҙле йелән — отделка жестяными узорчатыми бляхами;
- Соfалы йелән — отделка кантовым сукном.

В зависимости от расположения к частям тела человека существовали виды отделок елянов:
- Бөйөлдөрөк (бөйөр — почки) — позумент с кистями или монеты, пришитые к костюму по двум сторонам талии;
- Йелән елкәлеге (елкә — затылок) — серебряная или золотая бахрома на спине еляна;
- Йаурынса (йацрын — плечо) — отделка позументом на заплечье еляна[1].

Отличались способы ношения елянов: мужчины чаще подпоясывали одежду, запахивали левую полу на правую сторону (правый запах), а женщины не подпоясывали одежду. 
По еляну и его украшениям можно было судить о состоятельности башкира.  Зажиточные башкиры использовали для украшения монеты, золотой и серебряный позумент, более дорогие и добротные ткани, дорогие меха. Иногда от длины рукавов одежды зависела знатность ее носителя. 
Д. П. Никольский в книге о башкирах отмечал: "Чем длиннее рукава халата (елян), тем больше знатности и величия придавалось владельцу халата". Престижным было ношение еляна из кармазина (нем. Karmesin от арабского; тонкое добротное сукно красного цвета), который преподносился в качестве подарка батырам, победителям соревнований, как свадебный подарок. 
В праздничной украшенной одежде выделялись ее социальные функции. Так у богатых для отделки елянов чаще применяли позумент, а у бедных пришивались разноцветные полоски тканей. 
Елян также являлся праздничным или свадебным костюма, его включали в состав калыма.